# جون لويس (لاعب كريكت بريطاني)
جون لويس (21 مايو 1970 - ) (بالإنجليزية: Jonathan Lewis)‏ هو لاعب كريكت بريطاني.

## وصلات خارجية
- جوناثان لويس على موقع إي آس بي آن كريك إنفو (الإنجليزية)